# Centro de Estudios Jurídicos e Investigación Social
El Centro de Estudios Jurídicos e Investigación Social (CEJIS) es una entidad civil sin fines de lucro fundada en Santa Cruz de la Sierra, Bolivia, en 1978 por el sacerdote diocesano y abogado español Miguel Parrilla y la abogada y activista argentina Susana Chiarotti con el objetivo de brindar asesoramiento socio-jurídico a los sectores más vulnerables de la sociedad.

## Misión y Visión
CEJIS concentra su acción institucional en la promoción y defensa de los Derechos Humanos con énfasis en los derechos colectivos de los pueblos indígenas y de los sectores más vulnerables de la sociedad. Se asume como actor social y político independiente de partidos políticos, agrupaciones ciudadanas y de confesiones religiosas, para aportar a debates de interés nacional y a la transformación social.
En sus más de cuatro décadas de labor ha contribuido efectivamente a la apropiación, al control y a la defensa de los territorios de los pueblos indígenas de tierras bajas, al ejercicio de su autonomía en el marco del Estado Plurinacional, de acuerdo con sus propios sistemas de gobierno y organización social; y a la consolidación de una perspectiva de vida acorde con sus identidades culturales.

## Historia
Desde su nacimiento hasta 1985, el CEJIS asume la promoción y defensa de los derechos de los trabajadores asalariados del campo y la ciudad, el campesinado, organizaciones de artesanos y del arte popular, y se aboca a las problemáticas sobre la situación carcelaria, las minorías y las mujeres.
En un segundo período (1986-1989), desarrolla una reflexión interna buscando realizar una “labor sistemática y articulada a procesos sociales de repercusión estructural”. Como fruto de esa reflexión concentra su trabajo en la defensa de derechos de comunidades y sindicatos campesinos aglutinados en la Federación Sindical Única de Trabajadores Campesinos de Santa Cruz, y en el apoyo a los zafreros de la caña de azúcar y cosechadores de algodón, migrantes de comunidades del occidente del país y de la zona guaraní de Santa Cruz. Sobre estos últimos se cuestiona, en ese momento, si la defensa y promoción de los derechos laborales era la respuesta para “colectivos con historia, lengua y formas de organización propias”.
En 1990, luego de la Marcha Indígena por el Territorio y la Dignidad, el CEJIS se concentra en la problemática indígena y campesina, orientando el asesoramiento jurídico al ejercicio de los derechos territoriales. Desde entonces, su estrategia de promoción y defensa de derechos se focaliza en la capacitación jurídica, la difusión de su problemática, la denuncia de las vulneraciones y la proposición normativa.
Entre 1994 y 2003, la labor del CEJIS pone mayor énfasis en los cambios estructurales que se requieren para la realización de los derechos colectivos de los pueblos indígenas y los derechos económicos, sociales y culturales (DESC). En ese camino, acompaña técnicamente el proceso de reforma constitucional en 1994, así como la formulación técnica de la propuesta indígena para la Ley INRA 1715. Al mismo tiempo, realiza el seguimiento técnico y jurídico en la formulación de las demandas de titulación de Tierras Comunitarias de Origen (TCO).
En 2006, asume la tarea de defensa de derechos ligada a la consolidación de los territorios indígenas y la gestión territorial, e identifica una serie de amenazas y violaciones hacia la propiedad colectiva de la tierra. En ese período apoya de forma decidida la articulación de las comunidades indígenas, campesinas y sin tierra en torno a una agenda nacional en el contexto de cambio político en Bolivia. Así, promueve y participa activamente en el proceso constituyente que culminó con la aprobación de una nueva Constitución Política del Estado en 2009. Para entonces, se había alcanzado la titulación de 24 TCO a favor de comunidades indígenas.
En 2010 incorpora en su Misión la apuesta permanente por la búsqueda de cambios estructurales como condición para la realización de los derechos humanos, manteniendo énfasis en los derechos colectivos, con el horizonte de concretar los principios y derechos consignados en la nueva Constitución y el Estado Plurinacional. A partir de 2017 centra su labor institucional en la búsqueda de transformaciones estructurales para que el Estado Plurinacional sea posible.
El CEJIS mantiene su identidad como actor independiente que propugna por cambios estructurales y su apuesta por la realización de los derechos colectivos de los pueblos indígenas y de otros sectores sociales vulnerables.
Su horizonte se liga a la expectativa de los principales sujetos destinatarios, los pueblos indígenas de tierras bajas, sobre el ejercicio de sus derechos de autodeterminación en sus territorios, en perspectiva de darle contenido material al Estado Plurinacional, lo cual implica reflejar en el aparato estatal y en su funcionamiento, los sistemas propios de los pueblos indígenas y las posibilidades de construir futuro en sus territorios a partir de sus identidades culturales.
En ese marco, el CEJIS continúa el apoyo a los procesos autonómicos de base territorial y de gestión integral de sus territorios, dirigido a fortalecer los gobiernos propios y a consolidar las TCO para el futuro de los pueblos indígenas. Como complemento necesario, retoma en este período el reto de escalar con las bases al fortalecimiento de las organizaciones a nivel regional y a la articulación entre estas en torno a agendas comunes dirigidas a remover los principales obstáculos para el ejercicio de sus derechos colectivos de autodeterminación en sus territorios.

## Desafíos institucionales
Para el periodo 2023 - 2027 CEJIS ha definido cinco desafíos institucionales:
- Gestión Integral de Territorios Indígenas
- Gobiernos Indígenas
- Rearticulación y fortalecimiento organizativo
- Promoción y Defensa de Derechos Humanos
- Fortalecimiento Institucional

## Presencia territorial y organización institucional
En la actualidad CEJIS cuenta con una oficina nacional ubicada en la ciudad de Santa Cruz de la Sierra. Además de tres oficinas regionales en Santa Cruz, Trinidad y Riberalta. La oficina nacional se encuentra compuesta por cuatro unidades funcionales: Unidad Funcional de Administración, Unidad Funcional de Planificación, Unidad Funcional de Comunicación y Unidad Funcional de Incidencia e Investigación CPTA. 
CEJIS desarrolla su labor institucional acompañando y prestando asesoramiento social, técnico y jurídico a 11 territorios indígenas de las regiones del Oriente, Chaco y Amazonía en los que se encuentran los pueblos indígenas: Chiquitano, Guaraní, Mojeño Ignaciano, Mojeño Trinitario, Tsimane, Movima, Yuracaré, Cavineño, Tacana, Chácobo - Pacahuara y Ese Ejja.

## CEJIS - CPTA
En 2018 el CEJIS decide crear el Centro de Planificación Territorial Autonómica CPTA una instancia técnica pensada para el monitoreo de los procesos autonómicos y las dinámicas territoriales orientadas a la defensa, control y apropiación del territorio a través de la incorporación de tecnologías y herramientas del SIG (Sistema de Información Geográfica). En la actualidad el CPTA forma parte de la Unidad Funcional de Incidencia e Investigación. 

## Directores
- Miguel Parrilla
- Freddy Imaña
- Alejandro Almaraz
- Carlos Romero
- Leonardo Tamburini
- Hernán Ávila
- Miguel Vargas